# Born to Be
Born to Be är den åttonde EP-skivan av den sydkoreanska tjejgruppen Itzy. Den gavs ut 8 januari 2024 genom JYP Entertainment, Republic Records och Dreamus, sex månader efter deras föregående EP Kill My Doubt (2023). Lanseringen ägde rum under Lias uppehåll från gruppen och marknadsfördes således av gruppen som en kvartett. 
Marknadsförd som gruppens åttonde minialbum innehåller Born to Be tio spår, ledd av singeln "Untouchable". Albumet innehåller de första sololåtarna framförda av samtliga medlemmar, med tillhörande musikvideor som gavs ut en åt gången fram till skivsläppet. Albumet backades även upp av musikvideor till "Born to Be" och "Mr. Vampire".

## Bakgrund

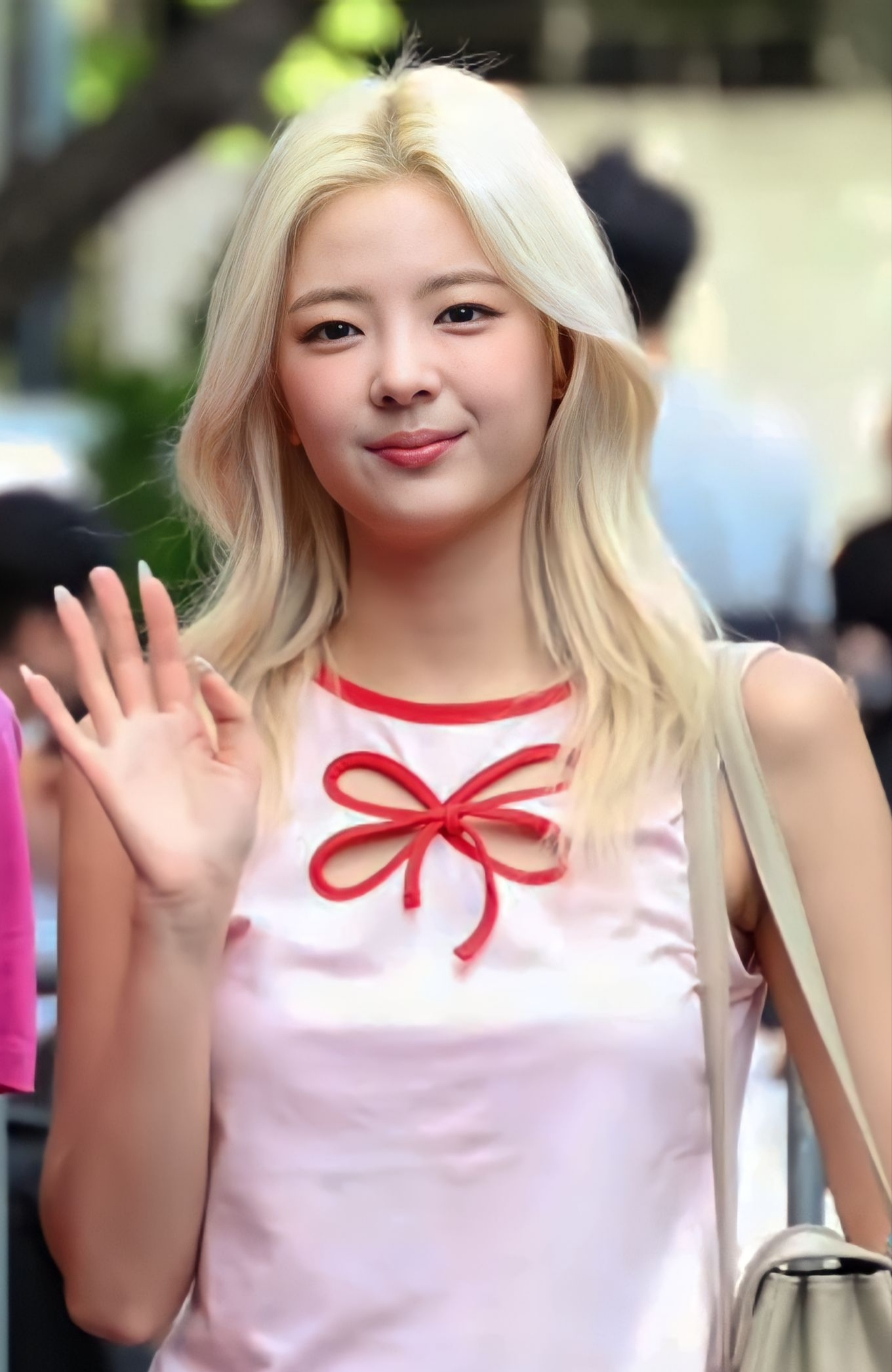
Lia spelade in låten "Blossom" för albumet innan hon tog ett uppehåll.

Den 31 juli 2023 släppte Itzy deras sjunde EP Kill My Doubt, en popskiva med teman om att övervinna motgångar och självtvivel. Efter lanseringen av EP:n meddelade Lia att hon skulle ta en paus och fokusera på sin mentala hälsa från den 18 september, då hon hade upplevt "extrema nivåer av ångest". Under Lias uppehåll, den 17 november, meddelade JYP Entertainment att hon hade valt att inte delta i produktionen och marknadsföringen av gruppens nästkommande utgivning i januari 2014 eftersom hon prioriterade att återhämta sig. Trots det spelade Lia in "Blossom" i tid till det nya albumet och låten bekräftades finnas med på låtlistan. "Blossom" släpptes samma dag som tillkännagivandet tillsammans med en låttextvideo.

## Musik och texter

### Komposition
"Vårt nya album är så starkt, starkt till den grad att du kommer att kunna känna doften av när lågan brinner varm."
—Yeji, i en pressintervju för Born to Be

Born to Be har en speltid på 31 minuter och 30 sekunder och innehåller totalt tio spår. I ett pressmeddelande beskrev JYP Entertainment albumets koncept som en "fusion av vild, djärv och blygsam charm", där Itzy tog rollen som karismatiska kvinnliga krigare som inger ett "bestående intryck" genom att "gestalta både yttre och inre styrka". Gruppen utforskar olika genrer och stilar på albumet i ett försök att "komma ur [deras] trygghetszoner". Albumet, som har beskrivits av Yuna som "en låda full av gåvor", består av "starka uppvisningar" som uttrycker medlemmarnas självförtroenden.
Born to Be är Itzys första utgivning med sololåtar från medlemmarna. Med bidrag till text och musik för sina respektive sololåtar är det även det första där medlemmarna varit delaktiga som låtskrivare. På albumet har gruppen även arbetat med låtskrivarna Maria Marcus, Tobias Näslund, Bang Hye-hyun och Lee Seu-ran.

### Låtar
Albumet inleds med titelspåret "Born to Be", en EDM-låt som uttrycker medlemmarnas "djärva ambition att ströva dit de vill i en fri värld". I "Untouchable", albumets huvudsingel, sjunger medlemmarna om deras motståndskraft i en midtempo danspop-EDM-låt karakteriserad av "starka gitarrljud". "Mr. Vampire" tar upp spänningen kring att bli förälskad genom vampyr-inspirerade metaforer, backade av "söta, drömmiga" melodier.
Sololåtarna börjar med Yejis "Crown on My Head", ett rock and roll-influerat spår som uttrycker självförtroende i sin låttext. Lia följer upp med "Blossom", vilken hon anser vara "fylld med min uppriktighet som jag vill förmedla till fansen". Ryujins "Run Away" följer som en modern rocklåt vilken skildrar "ens villighet att agera som en skurk för någon som saknar mod". "Mine", Chaeryeongs sololåt, karakeriseras av en "svängig shufflerytm" och ett "drömmigt gitarrljud". Den sista sololåten och albumets näst sista låt, Yunas "Yet, But", innehåller syntljud och gitarriff och handlar om att "skina som en diamant".

## Utgivning och marknadsföring
Den 4 december 2023 tillkännagavs gruppens åttonde EP, Born to Be, med en "eldig" videotrailer där även albumets låtlista avslöjades. Trots att Born to Be är en fullängdsutgivning släppte JYP Entertainment, tillsammans med Republic Records och Dreamus, albumet som Itzys åttonde minialbum.

### Marknadsföring

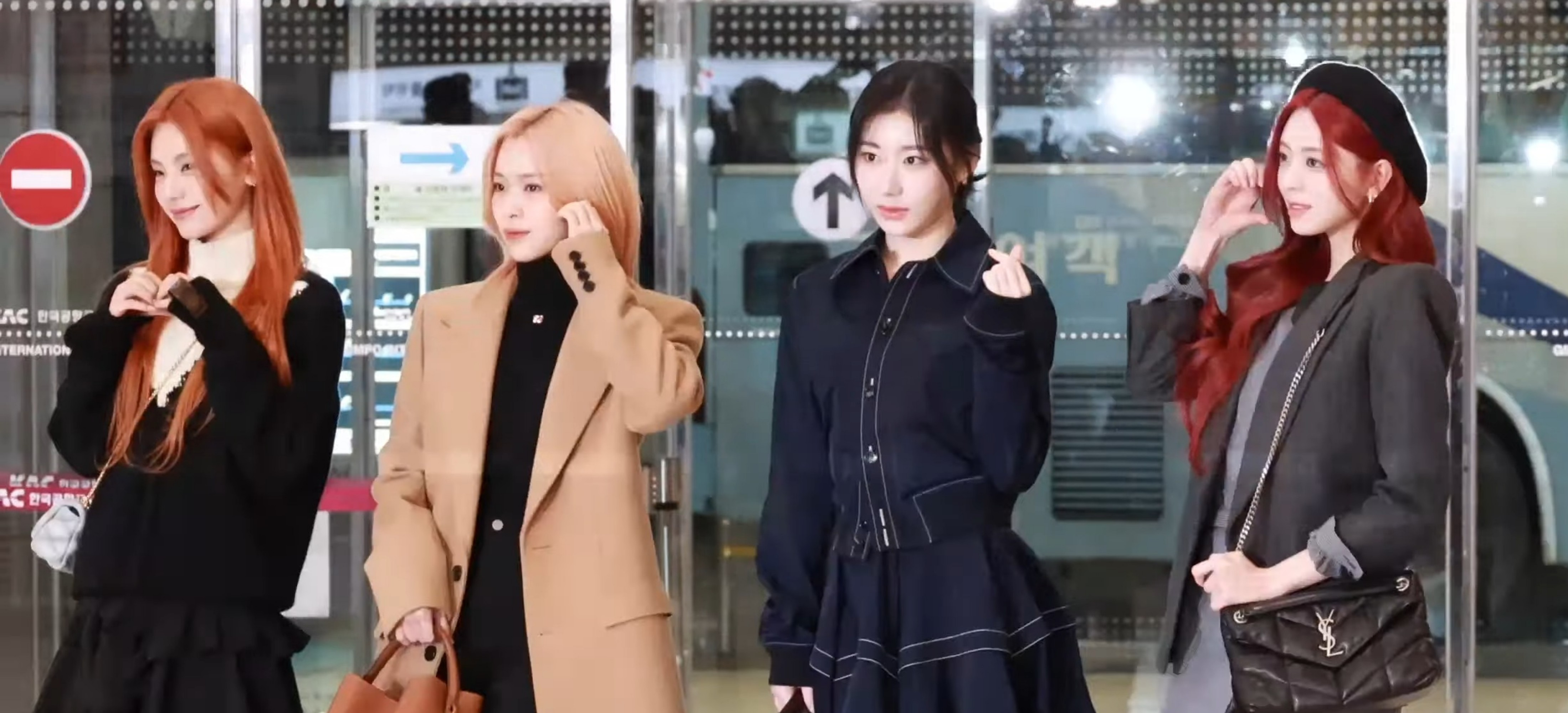
I Lias frånvaro marknadsförde Itzy EP:n som en kvartett.

"Born to Be", det första spåret som gavs ut från albumet, marknadsfördes genom pressbilder publicerade mellan den 11 och 15 december. Bilderna visar medlemmarna i magtröjor och läder medan de poserar i en grotta. Innan lanseringen av musikvideon till "Mr. Vampire", den 29 december, publicerades pressbilder för låten. En förhandsvisning av låtens musikvideo publicerades också. Videoklipp från "Untouchable" publicerades först den 4 januari.

### Världsturné

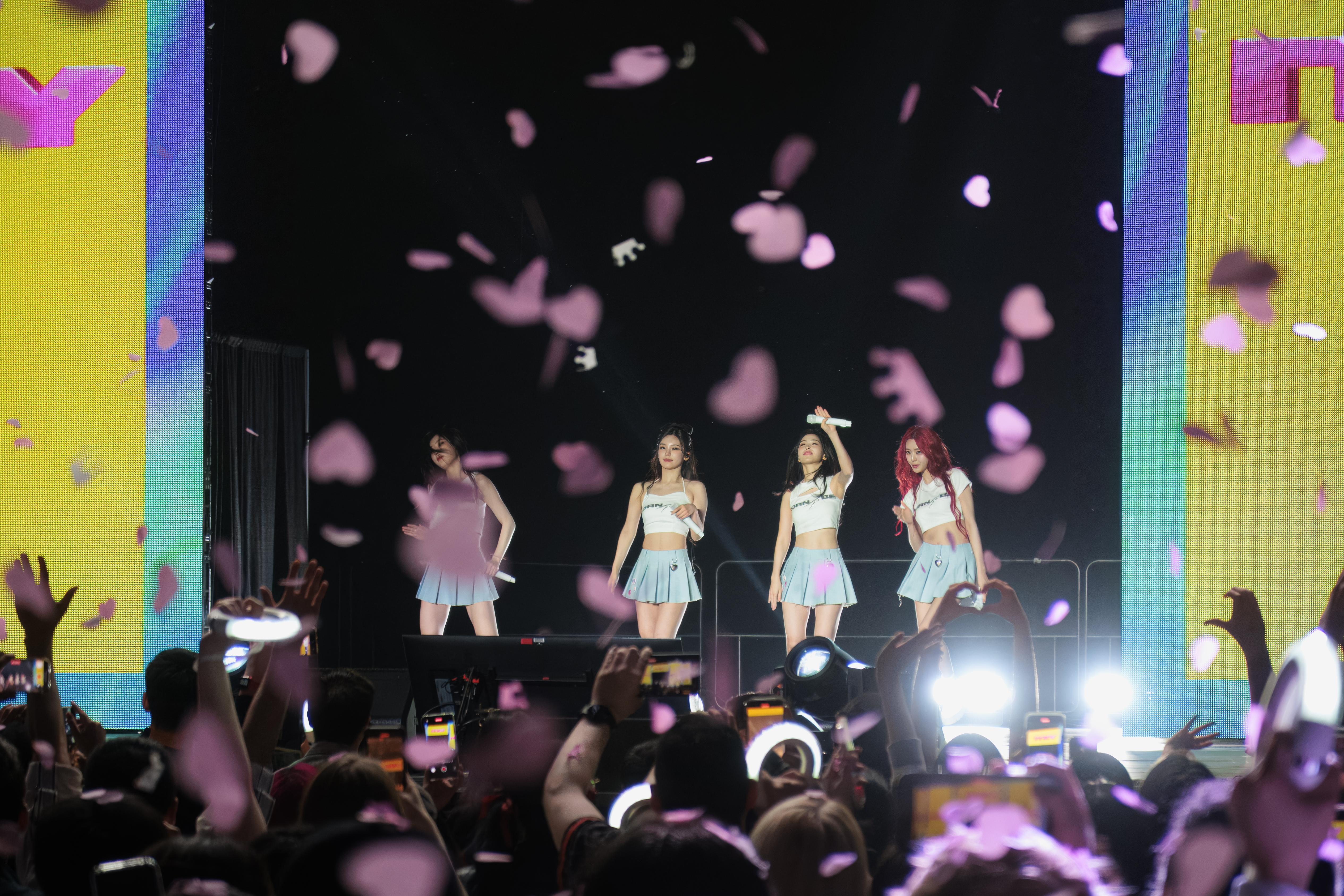
Itzy uppträder vid WAMU Theatre i Seattle den 5 juni 2024.

I samband med tillkännagivandet av albumet rapporterade JYP Entertainment att Itzy skulle ge sig ut på Born to Be World Tour för att marknadsföra albumet. Turnén kommer att inledas med två shower vid Jamsil Arena i Seoul den 24 och 25 februari 2024, där den sistnämnda showen kommer att livesändas genom Beyond Live. Fler datum, från mars till augusti 2024, annonserades den 26 januari, med shower som kommer att hållas i Asien, Nordamerika, Europa, Sydamerika och Oceanien. Turnén planeras avslutas den 10 augusti vid AsiaWorld–Arena i Hong Kong.

## Utmärkelser
Born to Be hamnade på sjätte plats på Billboards lista "The 20 Best K-Pop Albums of 2024 (So Far): Staff Picks ".

## Låtlista
| Nr  | Titel                        | Text                                       | Musik                                                                                      | Arrangemang                      | Längd |
| --- | ---------------------------- | ------------------------------------------ | ------------------------------------------------------------------------------------------ | -------------------------------- | ----- |
| 1.  | Born to Be                   | Noday                                      | Arineh Karimi Gusten Dahlqvist                                                             | Dahlqvist                        | 2:58  |
| 2.  | Untouchable                  | Bang Hye-hyeon Lee Seu-ran                 | Maria Marcus Zarah Christenson Tobias Näslund                                              | Näslund                          | 3:14  |
| 3.  | Mr. Vampire                  | Seo Ji-yun                                 | Kobee (Melange/InHouse) Holy M (Melange/InHouse) Ezit (InHouse) Noémie Legrand Sofia Quinn | Melange (InHouse) Ezit (InHouse) | 2:50  |
| 4.  | Dynamite                     | Noday                                      | Kobee (Melange/InHouse) Holy M (Melange/InHouse) Voll (InHouse) Noémie Legrand Sofia Quinn | Melange (InHouse) Ezit (InHouse) | 2:49  |
| 5.  | Crown on My Head (Yeji solo) | Yeji Friday (Galactika) Jvde (Galactika)   | War of Stars (Galactika) Yeji Pablo (Galactika) Woobin                                     | Team Galactika                   | 3:12  |
| 6.  | Blossom (Lia solo)           | Lia Sim Eun-ji                             | Lia Sim                                                                                    | Sim                              | 3:14  |
| 7.  | Run Away (Ryujin solo)       | Ryujin Friday (Galactika) Jvde (Galactika) | War of Stars (Galactika) Pablo (Galactika) Ryujin Woobin                                   | Team Galactika                   | 3:36  |
| 8.  | Mine (Chaeryeong solo)       | Chaeryeong Selah                           | Chaeryeong Lee Woo-bin "collapsedone" Justin Reinstein Anna Timgren                        | Lee "collapsedone"               | 2:48  |
| 9.  | Yet, But (Yuna solo)         | Yuna Saint                                 | Yuna Lee "collapsedone" Machi (MRCH)                                                       | Lee "collapsedone"               | 3:25  |
| 10. | Escalator                    | Lee Tor-eu                                 | G'harah PK' Degeddingseze Tricia Battani                                                   | Degeddingseze Battani            | 3:20  |

## Listplaceringar
| Lista (2024)                                  | Högsta placering |
| --------------------------------------------- | ---------------- |
| Japan (Oricon)                                | 22               |
| Japan Combined Albums (Oricon)                | 29               |
| Japan Hot Albums (Billboard Japan)            | 30               |
| Storbritannien UK Album Downloads Chart (OCC) | 14               |
| Sverige (Sverigetopplistan)                   | 11               |
| Sydkorea (Circle)                             | 1                |
| USA World Albums (Billboard)                  | 14               |